# Hasan Salihamidžić
Hasan Salihamidžić (né le 1er janvier 1977 à Jablanica, à l'époque en RFS de Yougoslavie et aujourd'hui en Bosnie-Herzégovine) est un footballeur international bosnien (possédant également la nationalité allemande), qui évoluait au poste de défenseur latéral droit ou de milieu droit, avant de devenir ensuite dirigeant.
Il est le directeur sportif du Bayern de Munich de juillet 2017 à mai 2023.

## Biographie

### Carrière de joueur

#### Carrière en club
Formé dans sa Yougoslavie natale, Salihamidžić, d'origine bosniaque, quitte son pays en guerre en 1992 avec ses parents et part en Allemagne. Il entre alors dans le centre de formation du Hambourg SV.
Il reste trois saisons avec le club du nord du pays, avant de partir en 1998 pour le Bayern Munich. Évoluant au poste de défenseur latéral ou milieu droit, il reste en Bavière neuf saisons durant, remportant les titres les plus prestigieux du football en club. Très combatif, Salihamidžić est très technique, rapide, et aime à débloquer les situations en explosant et provoquant le long de la ligne de touche le plus souvent. Pour toutes ces raisons, le Bosnien était très apprécié des supporters bavarois.
En 2007, en fin de contrat avec le Bayern et souhaitant découvrir un autre grand championnat après 357 matchs joués pour 45 buts marqués, il signe un contrat de quatre ans avec les Italiens de la Juventus.
En juillet 2011, à 34 ans, Hasan « Brazzo » fait son retour en Bundesliga, en signant au VfL Wolfsburg pour une saison. À la fin de cette saison, il met un terme définitif à sa carrière.

#### Carrière en sélection
Il dispute 42 sélections pour 6 buts marqués avec l'équipe de Bosnie-Herzégovine entre 1996 et 2006.

### Carrière de dirigeant
Hasan Salihamidžić est nommé directeur sportif du Bayern Munich le lundi 31 juillet 2017, remplaçant Matthias Sammer ayant quitté le club un an plus tôt.
Moins d'un mois après sa prise de fonction, Salihamidžić se signale en interdisant à son entraîneur Carlo Ancelotti de fumer dans les installations du club.
À partir de 2019, sa relation avec l'entraîneur Hansi Flick est houleuse, sur fond de lutte d'influence pour la gestion sportive et le recrutement.
Il est démis de ses fonctions le 27 mai 2023.

## Palmarès
| Bayern Munich \| - Championnat d'Allemagne (6) : - Champion : 1998-99, 1999-00, 2000-01, 2002-03, 2004-05 et 2005-06. - Vice-champion : 2003-04. - Coupe d'Allemagne (4) : - Vainqueur : 1999-00, 2002-03, 2004-05 et 2005-06. - Finaliste : 1998-99. - Coupe de la ligue d'Allemagne (4) : - Vainqueur : 1998, 1999, 2000 et 2004. - Finaliste : 2006. \| \| - Ligue des champions (1) : - Vainqueur : 2000-01. - Finaliste : 1998-99. - Coupe intercontinentale (1) : - Vainqueur : 2001. - Supercoupe de l'UEFA : - Finaliste : 2001. \| |  | Juventus - Championnat d'Italie : - Vice-champion : 2008-09. |
| - Championnat d'Allemagne (6) : - Champion : 1998-99, 1999-00, 2000-01, 2002-03, 2004-05 et 2005-06. - Vice-champion : 2003-04. - Coupe d'Allemagne (4) : - Vainqueur : 1999-00, 2002-03, 2004-05 et 2005-06. - Finaliste : 1998-99. - Coupe de la ligue d'Allemagne (4) : - Vainqueur : 1998, 1999, 2000 et 2004. - Finaliste : 2006. |  | - Ligue des champions (1) : - Vainqueur : 2000-01. - Finaliste : 1998-99. - Coupe intercontinentale (1) : - Vainqueur : 2001. - Supercoupe de l'UEFA : - Finaliste : 2001. |